# Dr. Robotnik's Mean Bean Machine
Dr. Robotnik's Mean Bean Machine is een computerspel uit de Sonic the Hedgehog-serie. Het spel is een aangepaste versie van het Japanse puzzelspel Puyo Puyo.
Het spel speelt zich af in hetzelfde fictieve universum als de animatieserie Adventures of Sonic the Hedgehog, en heeft derhalve geen connecties met de andere spellen.

## Verhaal
Dr. Robotnik heeft een plan bedacht om elke vorm van muziek of plezier te bannen van Mobius. Hij ontvoert de vrolijke inwoners van Beanville, en stopt ze in een machine genaamd de Mean Bean-Steaming Machine. Deze verandert hen in kleine robotslaven voor Robotnik.
Daar Sonic er niet is moet de speler de beans bevrijden door alle handlangers van Robotnik te verslaan.

## Gameplay
In het spel proberen twee tegenstanders zo veel mogelijk ketens van vier of meer bonen van dezelfde kleur te maken. Hiervoor is maar een beperkte ruimte beschikbaar. Zodra een keten van vier bonen is gemaakt, verdwijnt deze. De winnaar is de speler die het langste kan voorkomen dat zijn of haar put geheel vol raakt.
Er zijn verschillende moeilijkheidsniveaus die o.a. de snelheid, het aantal bonen en andere hindernissen bepalen.

## Bazen
Elk level heeft eindbaas. Indien deze verslagen wordt, krijgt de speler het wachtwoord voor het volgende level.
- Stage 1: Arms
- Stage 2: Frankly
- Stage 3: Humpty
- Stage 4: Coconuts
- Stage 5: Davy Sprocket
- Stage 6: Skweel
- Stage 7: Dynamight
- Stage 8: Grounder
- Stage 9: Spike
- Stage 10: Sir F-Fuzzy Logik
- Stage 11: Dragon Breath
- Stage 12: Scratch
- Stage 13: Dr. Robotnik

## Platforms
| Jaar | Platform                   |
| ---- | -------------------------- |
| 1993 | Game Gear, Sega Mega Drive |
| 1994 | SEGA Master System         |
| 2006 | Wii                        |
| 2010 | Windows                    |
| 2013 | Nintendo 3DS               |

## Ontvangst
Het spel ontving over het algemeen positieve reacties. De Genesis/Mega Drive versie kreeg een score van 76%.
| Beoordeeld door       | Platform           | Datum            | Score |
| --------------------- | ------------------ | ---------------- | ----- |
| GamePro (USA)         | Game Gear          | februari 1994    | 100%  |
| The Video Game Critic | Sega Mega Drive    | 19 oktober 1999  | 91%   |
| MEGA                  | Sega Mega Drive    | januari 1994     | 90%   |
| Joypad                | Game Gear          | februari 1994    | 87%   |
| Joypad                | SEGA Master System | februari 1994    | 87%   |
| Game Players          | Sega Mega Drive    | maart 1994       | 86%   |
| IGN                   | Wii                | 11 december 2006 | 75%   |
| Nintendo Life         | Wii                | 12 december 2006 | 60%   |
| GameZebo              | Windows            | 8 oktober 2010   | 60%   |
| Le Geek               | SEGA Master System | maart 2009       | 50%   |

Het spel maakte onderdeel uit van Sonic Compilation dat in 1995/1997 uitkwam en van Sonic Mega Collection dat in 2002 uitkwam.